# David Bernabeu
Vicente David Bernabéu Armengol (Alcira, 9 de Janeiro de 1975) foi um ciclista Espanhol e venceu a Volta a Portugal em 2004.
Em 2003 foi suspenso por um ano, após um controlo antidoping positivo, acusou corticóide na prova Paris-Nice.
Em 2006 foi um dos suspeitos de doping da Operação Puerto.

## Carreira desportiva
- 1999 - Recer-Boavista
- 2000 - Boavista
- 2001 - Carvalhelhos-Boavista
- 2002 - Carvalhelhos-Boavista
- 2003 - Milaneza-MSS
- 2004 - Milaneza Maia
- 2005 - Comunidad Valenciana-Elche
- 2006 - Comunidad Valenciana
- 2007 - Fuerteventura-Canarias
- 2008 - Barbot-Siper
- 2009 - Barbot-Siper
- 2010 - Barbot-Siper
- 2011 - Andalucia-Caja Granada

## Palmarés
- 2002, venceu uma etapa do Troféu Joaquim Agostinho
- 2002, venceu o Troféu Joaquim Agostinho (Classificação Geral)
- 2002, venceu o Tour du Finestére (Classificação Geral)
- 2004, venceu o Troféu Joaquim Agostinho (Classificação Geral)
- 2004, venceu a Volta a Portugal (Classificação Geral) [2]
- 2006, venceu uma etapa da Challenge Ciclista a Mallorca - Trofeo Andratx - Mirador des Colomer / Puerto Pollença